# 夏 (プッサンの絵画)
『夏』（なつ、仏: L'Été、英: Summer）、または『ルツとボアズ』（仏: Ruth et Booz、英: Ruth and Boaz）は、17世紀フランスの巨匠ニコラ・プッサンが晩年の1660-1664年にキャンバス上に油彩で制作した四季を表す風景画連作中の1点である。夏という季節が『旧約聖書』の「ルツ記」 (2章3-14) の物語として表現されている。四季の連作は第2代リシュリュー公のために描かれたが、後に公爵はフランス王ルイ14世との賭けに負けたため、この連作を王に譲渡した。本作は現在、連作のほかの3点とともにパリのルーヴル美術館に所蔵されている。

## 作品
プッサンは、四季を『旧約聖書』の物語の場面として表した。すなわち、『春』にはアダムとイヴを、『秋』には約束の地カナンのブドウを、『冬』にはノアの大洪水を、そして本作『夏』にはルツとボアズを描いた。プッサンの死の直前に描かれたこの連作は一種の遺言であり、画家としての一生をかけた芸術的な探求の総まとめでもある。
「ルツ記」によれば、モアブ人の寡婦ルツは姑のナオミとともにベツレヘムに移り、2人の生活のために落穂拾いを始める。落穂拾いは畑を持たない寡婦や外国人への救済制度で、畑の持ち主が彼らに収穫し終えた後の落穂を拾い、食料とすることを許すものであった。ルツは亡き舅エリメレクの従兄弟ボアズの畑で落穂拾いをし、ボアズは懸命に働くルツの姿に惹かれて2人は結ばれることとなる。
絵画の前景左の大きな木の下に地主のボアズが頭にターバンを巻き、豊かな身なりをして立っている。若い寡婦であるルツは彼の足元に跪き、残されている落穂を拾わせてくれるようにと乞うている。ボアズは手を差し伸べて、槍を持った若者の監督者に向かって、ルツがだれにも邪魔されずに働けるよう見張ることを命じている。
画面には刈り入れのために熟れた豊かな穀物畑が描かれており、夏の成果を見せている。労働者は穀物を刈り、前景左端の女たちは昼食用のパン (聖餐の秘跡に用いられるイエス・キリストの身体の象徴) を用意している。右側には楽器を奏でる人物がおり、労働者たちを楽しませている。その背後では、古代風の5頭の馬 (ティトゥスの凱旋門のレリーフから採られている) の一隊が宙を飛ぶ鞭を手にした男に追い立てられている。かなた遠くには、小さな山上の町、おそらくルツの故郷であるペトラと、シナイ山の高くそびえる頂が見える。
この絵画には夏の概念が見事に表現されているだけでなく、古典的風景画として高い完成度を示している。緊密な空間構成力はいたるところに確認できるが、樹木の描写もその1つである。前景左側の大きな1本の木は、17世紀の風景描法の基本である前景を形成している (対する右端には切り株が配置されている)。中景右側には枝葉の少ない細い木が見える。そして、そのさらに後景には極めて小さい木々がある。距離に応じて木々の高さが計算され、その中に人間のドラマが展開している。ドラマの中心人物であるルツとボアズの子孫がダビデ王であり、さらにイエス・キリストにまでその系譜が続くことから、画中の木々はそのことを表す「エッサイの木」の寓意といわれる。このような絵画の象徴的意味は完全に構図と統合されており、そのために視覚的印象も物語的印象も少しも損なわれていない。

## プッサンの連作 (ルーヴル美術館蔵)

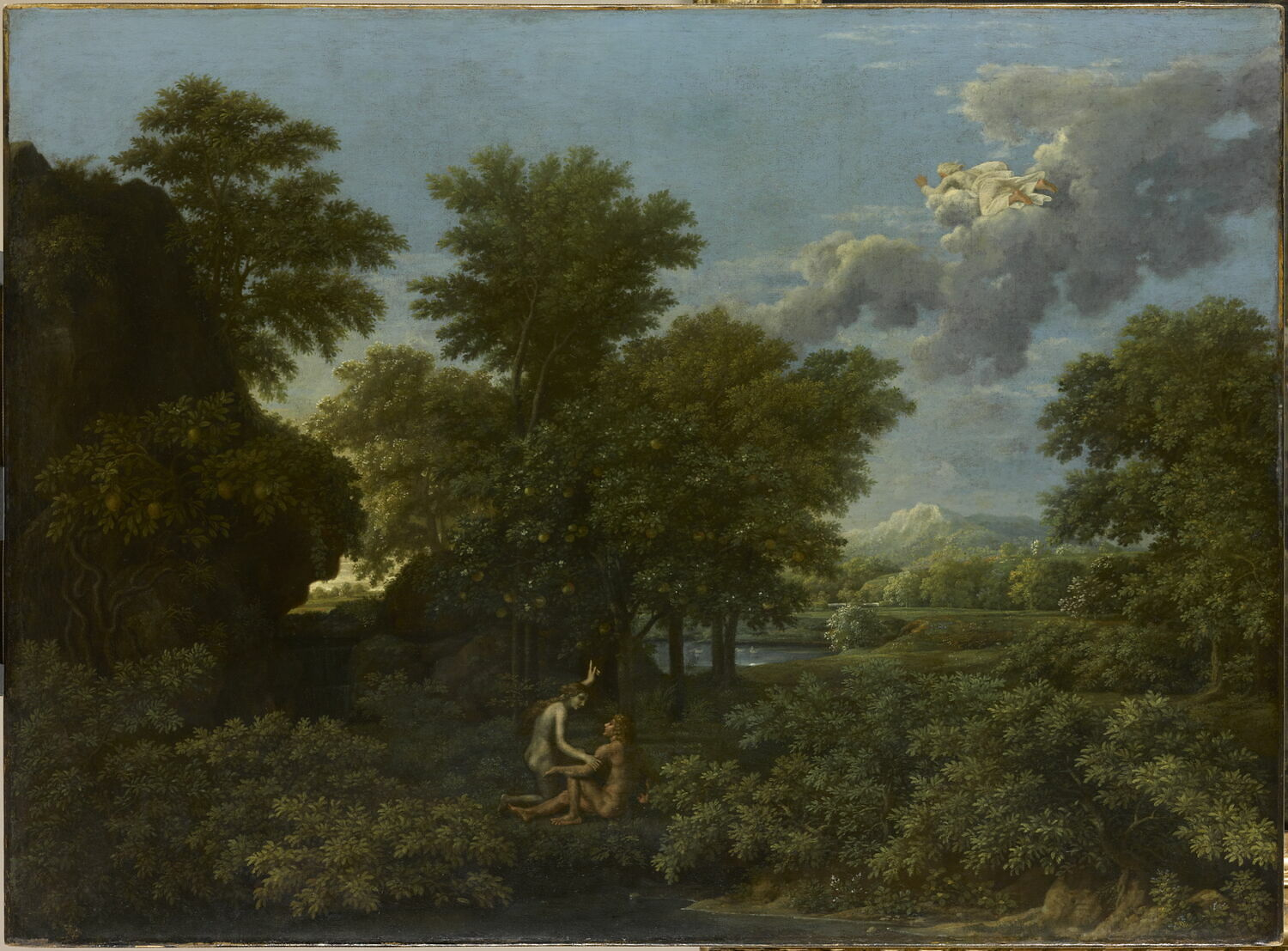
『春』
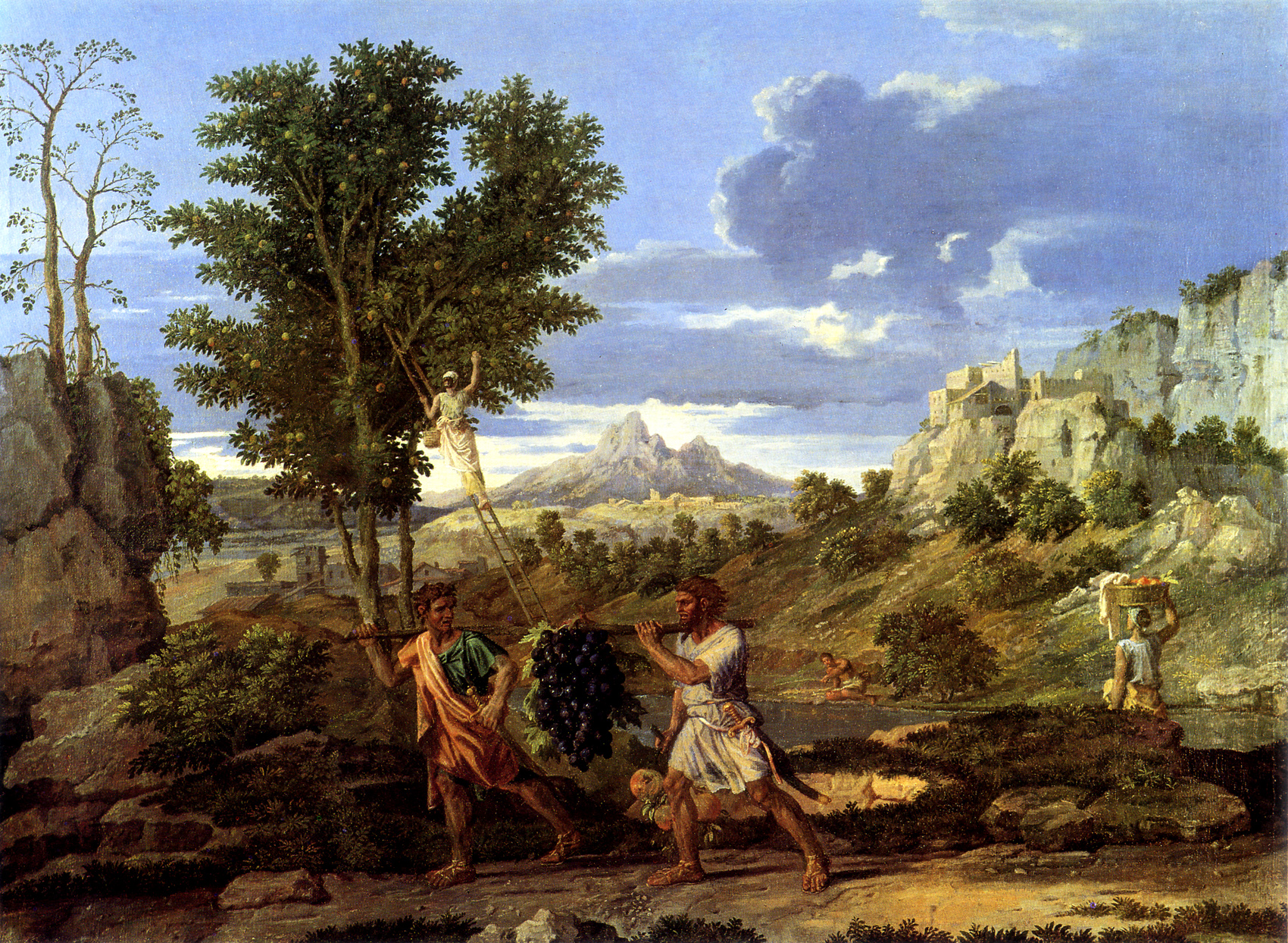
『秋』
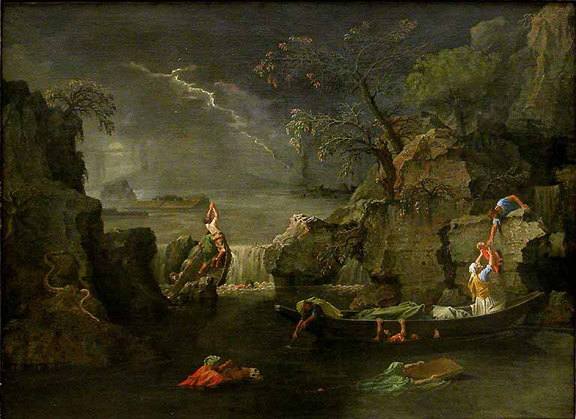
『冬』